# 松田節男
松田 節男（まつだ せつお）は、日本の元アマチュア野球選手である。ポジションは外野手（右翼手）。

## 来歴・人物
攻玉社高校を卒業し、青山学院大学に進学した。東都大学野球リーグでは二部リーグで3回の優勝を飾るが、一部昇格はならなかった。
大学卒業後は東芝に入社。1971年の都市対抗でいすゞ自動車の補強選手として出場した。同年のドラフト会議で広島から9位指名されたが入団を拒否し、チームに残留した。1972年の都市対抗でも三菱自動車川崎の補強選手として出場。六番打者、右翼手として起用され、決勝に進むが、日本楽器の新美敏に完封を喫する。1973年の都市対抗では、日本鋼管の補強選手として出場。宇賀山徹、鈴木博昭（三菱自動車川崎から補強）らと強力打線を組み、決勝で日産自動車を降し同チームの優勝に貢献した。同年イタリアで開催された第1回インターコンチネンタルカップ日本代表に選出されている。1974年の都市対抗に東芝チームとして8年ぶりに出場。五番打者として準決勝に進むが新日鐵八幡に惜敗。社会人では5年間プレーした。子息も同じく青学大から東芝に進んだ野手であった。